# دهستان بدوستان غربی
دهستان بدوستان غربی یکی از دهستان‌های استان آذربایجان شرقی است که در بخش خواجه شهرستان هریس واقع شده‌است.